# Großer Rauhberg
Der Große Rauhberg ist ein 376,9 m ü. NHN hoher Berg im südlichen Pfälzerwald. Er liegt im rheinland-pfälzischen Landkreis Südwestpfalz im Dahner Felsenland, einem Teil des Wasgaus, der vom Südteil des Pfälzerwaldes gebildet wird. Der Berg ist vollständig bewaldet. Am Berg befinden sich mit dem Bavariafels am Nordosthang und dem Wilgartswiesener Rauhbergpfeiler am Südwesthang markante Buntsandsteinfelsen.

## Lage
Der Berg liegt an der südlichen Grenze der Gemarkung der Gemeinde Wilgartswiesen. Deren Siedlungsgebiet liegt in einer Entfernung von 500 m Luftlinie nördlich vom Berg. Die Entfernung zur Gemeinde Hauenstein im Südwesten  beträgt 1,5 km, zur Gemeinde Spirkelbach im Südosten 1,1 km.
Im Süden erhebt sich der nur wenig niedrigere Kleine Rauhberg (371,2 m ü. NHN) etwa 700 m Luftlinie entfernt, der schon auf der Gemarkung der Gemeinde Spirkelbach liegt. Etwa 1,2 km südwestlich entfernt liegt der Neding (336,3 m ü. NHN). Der Große Rauhberg wird im Westen und Norden von der Queich umflossen. An seinem Ostrand führt der Spirkelbach entlang.

## Verkehr
Am unteren Nordhang verlaufen die Bundesstraße 10 sowie die Bahnstrecke Landau–Rohrbach. Entlang seines Westhangs führt die Kreisstraße 38  und entlang seines Osthangs die Kreisstraße 54.

## Zugang und Wandern
Der Berg liegt im Wandergebiet Hauenstein. Um den Berg verlaufen markierte Wanderwege des Pfälzerwaldvereins. Entlang seines Südhangs führen ein solcher, der mit einem roten Punkt gekennzeichnet ist sowie einer, der mit einem blau-gelben Balken markiert ist und unter anderem die Verbindung mit Lauterecken sowie Sankt Germanshof schafft. Derjenige, der mit einem blauen Kreuz markiert ist, verläuft am Westhang entlang. Der Gipfel ist nicht über Wanderwege erreichbar. Zu den beiden Felsformationen führen schmale Wanderpfade.